# Кьюрел, Маркос
Маркос Кьюрел (англ. Marcos Curiel, род. 9 сентября 1974 года). Является гитаристом рэпкор, ню-метал, альтернативный метал, христианский метал-группы P.O.D. из Сан-Диего, Калифорния. В 1992 году закончил Bonita Vista High School и в это же году начал играть со своим другом Ноа Бернардо Младшим.

## Биография
Его познакомил с Ноа Бернардо Младшим их общий школьный друг. Вместе с группой P.O.D. он записал 4 независимых альбома (Snuff the Punk (1994), Brown (1996), LIVE at Tomfest (1997), The Warriors EP (1998)) и 3 студийных альбома на мейджор-лейблах (The Fundamental Elements of Southtown (1999), Satellite (2001), When Angels & Serpents Dance (2008)).
В 2003, после записи альбома Satellite, объявил об уходе из группы и начале работы над своим проектом, под названием The Accident Experiment. Он покинул группу перед записью сингла Sleeping awake для фильма Matrix Reloaded. Парни из P.O.D. пригласили на его место Джейсона Траби. Вернулся в P.O.D. в 2006 году.